# Max Bernd Dieterich
Max Bernd Dieterich (6 de Setembro de 1914 - 24 de Dezembro de 1980) foi um comandante de U-Boot que serviu na Kriegsmarine durante a Segunda Guerra Mundial.